# The Guns of Brixton
The Guns of Brixton – utwór nr 10 na London Calling, trzeciej płycie zespołu The Clash z 1979 r. Jako singel utwór został wydany dopiero w 1990 r. (wersja po remasteringu) i doszedł do 57 miejsca na brytyjskich listach przebojów.

## Powstanie utworu
Autorem tekstu utworu The Guns of Brixton był Joe Strummer. Był to pierwszy utwór w dyskografii The Clashśpiewany przez basistę Paula Simonona. The Guns of Brixton to także jeden z nielicznych utworów śpiewanych przez Simonona i jeden z nielicznych utworów, w których Simonon nie grał na basie. Partie gitary basowej wykonywał na koncertach Strummer, gdyż Simonon nie chciał śpiewać i grać jednocześnie.

## Treść utworu
Utwór opowiada o przemocy i przestępczości, charakterystycznych dla Brixton – dzielnicy południowego Londynu, w której wychowywał się Simonon. Chociaż tekst nie nawiązywał bezpośrednio do żadnego konkretnego wydarzenia w Brixton, okazał się proroczy: w latach 1981, 1985 i 1995 dochodziło tam do poważnych zamieszek ulicznych wymierzonych w służby policyjne.
Brixton to nieoficjalna stolica Jamajczyków i Karaibów żyjących w Londynie, w nawiązaniu do tego faktu w The Guns of Brixton słychać wpływy muzyki reggae. Potwierdza to także jedna ze strof, odwołująca się do historii Ivanhoe Martina opowiedzianej w filmie The Harder They Come z 1972 roku.

## Wersje utworu icovery

### Utwór w twórczościThe Clash
- Wersja oryginalna (album London Calling, 1979)
- Wersja instrumentalna demo pod nazwą Paul’s Tune (demo The Vanilla Tapes, 2004)
- Końcówka utworu Broadway (album Sandinista!, 1980) – skrócona wersja The Guns of Brixton śpiewana przez kilkuletnią Marię Gallagher z prostym akompaniamentem klawiszowym. Tempo partii wokalnej jest dosyć szybkie i niezgodne z tempem akompaniamentu.

### Covery wykonywane przez późniejsze zespoły członkówThe Clash
- Havana 3am
- The Good, the Bad and the Queen

W 2007 roku zespół wykonał The Guns of Brixton na koncercie otwierającym trasę koncertową po Wielkiej Brytanii (źródło: NME)

### Covery
- Aviomarin
  - Koncertowa, punkowa, wersja utworu Strzelby z Brixton (cover The Guns of Brixton w wyk. The Analogs), zarejestrowana w 2002 r.
- Blaggers ITA
  - Zespół nagrał kilka wersji coveru The Guns of Brixton:
    - Wersja z elementami rapu ukazała się na składance The Never Ending Story (1991).
    - Najbardziej znana wersja ukazała się na singlach Mantrap z 1994, Session z 1995 oraz jako jedyny utwór na singlu Guns of Brixton z 1995[2].
    - Kolejna wersja ukazała się na składance Dance to the Revolution (1999).
- Bolchoi
  - Ostra, punkowa wersja utworu z żeńskim wokalem
- Buldog
  - Cover wykonany jako bis na trasie koncertowej w 2007 roku, wzbogacony o skrecze i dźwięki instrumentów dętych
- Calexico
  - Utwór śpiewany przez dwie osoby, na przemian po angielsku i po hiszpańsku. Ukazał się na EP iTunes Live Session w 2006 roku.
- Davide van der Stroofs
  - Utwór wykonywany na koncertach (śpiew z akompaniamentem gitary)
- Déportivo
  - Utwór wykonywany był na koncertach w 2005 roku.
- Die Toten Hosen
  - Utwór ukazał się na EP Freunde z 2005 roku.
  - Wersja akustyczna (koncertowa) ukazała się na płycie Nur zu Besuch: Die Toten Hosen Unplugged im Wiener Burgtheater i towarzyszącym jej maksisinglu The Guns Of Brixton (Unplugged).
  - W 2005 roku została zarejestrowana wersja koncertowa z partią wokalną śpiewaną przez Gentlemana. Wersja ta także znalazła się na maksisinglu The Guns Of Brixton (Unplugged)
- Dropkick Murphys
  - Cover ukazał się na singlu Anti-Heros vs Dropkick Murphys z 1997 roku oraz na płytach The Early Years z 1998 roku (wersja koncertowa) oraz The Singles Collection, Volume 1 z 2000 roku
- Enrico Ruggeri
  - Cover ukazał się na płycie Punk prima di te z 2004 roku
- Evilsons
  - Cover ukazał się na EP De Mysteriis Dom Skathanas z 2002 roku
- Grabaż i Strachy na Lachy
  - Akustyczna wersja Guns of Brixton wykonana na pierwszym koncercie zespołu (w Legnicy, jako Grabaż i ktoś tam jeszcze)
- Honeydippers
  - Cover w stylu rockabilly znajdujący się na składance This Is Rockabilly Clash (2003)
- Inner Terrestrials
  - Szybka wersja The Guns of Brixton wykonana w stylu będącym mieszanką ska i muzyki punkowej. Utwór ukazał się na singlu Guns of Brixton w 2003 roku.
- Jeff Klein
  - Cover ukazał się na płycie White Riot: A Tribute To The Clash Volume 1 dołączonej do czasopisma Uncut Magazine z grudnia 2003 r. Utwór wykonany w bardzo wolnym tempie i w bardzo mrocznej stylistyce.
- Kontestacja
- La Furia
  - Utwór Armos de Barrio z albumu Por Algo Mas Que Por Gusto – cover wykonywany po hiszpańsku
- Lazytramp
  - Utwór Funky Guns of Brixton ukazał się jako bonus do płyty London Booted – A tribute to the Clash
- Les Touffes Kretiennes
  - Cover ukazał się na płycie Fanfare pas très katholique jako utwór numer 4 wydanej w 2007 roku
- Loo & Placido
  - Utwór What about Brixton? ukazał się na stronie B płyty London Booted – A tribute to the Clash z 2005 roku.
- Los Fabulosos Cadillacs
  - Cover ukazał się na płycie Obras Cumbres z 2001 roku.
- Nouvelle Vague
  - Spokojna, liryczna wersja The Guns of Brixton, śpiewana gościnnie przez Camille. Utwór ukazał się na płycie Nouvelle Vague I z 2004 roku.
- Ottavo Padiglione
  - Utwór The guns of Brixton (Dove te ne vai) (śpiewany w języku włoskim) ukazał się na płycie Onda Raggae z 1999 roku.
- Populacja
  - Punkowy cover utworu Strzelby z Brixton zespołu The Analogs (będącego coverem The Guns of Brixton).
- Radici Nel Cemento
  - Dwa covery w stylu reggae ukazały się na płycie Guns of Brixton z 1998 roku:
    - Guns of Brixton z udziałem Laurela Aitkena
    - Brixtongo Pistolak z udziałem Fermina Muguruzy (utwór śpiewany po baskijsku)
- Rancho de Luxe
  - Cover w stylu rockabilly znajdujący się na składance This Is Rockabilly Clash (2003)
- Red Hot Chili Peppers
  - Cover wykonywany na koncertach, m.in. w Mediolanie w 2004 roku
- Rege Inna Polish Style
  - Cover śpiewany na koncertach przez Muńka Staszczyka, utrzymany zdecydowanie w stylistyce reggae.
- Stiff Little Fingers
- The Analogs
  - Polska wersja The Guns of Brixton pod tytułem Strzelby z Brixton. Utwór ukazał się na płycie Oi! Młodzież. Warto zauważyć, że w tekście utworu, będącym tłumaczeniem The Guns of Brixton popełniono błąd – w strofie „You know it means no mercy / They caught him with a gun / No need for the Black Maria / Goodbye to the Brixton sun” przetłumaczono nazwę „Black Maria” jako Madonna, podczas gdy chodzi tu o „więźniarkę” – samochód transportujący więźniów/aresztowanych.
- Pidżama Porno i Marcin Świetlicki
  - Utwór pt. Chłopcy z huty ukazał się na płycie Koncertówka 2. Drugi szczyt Pidżamy Porno z 2003 roku – w nagraniu oryginalny tekst angielski w wykonaniu Grabaża przeplatany z polskim tłumaczeniem M. Świetlickiego.
- Arcade Fire
- The Bandits
  - Cover w wersji koncertowej ukazał się na singlach: The Bandits vs. The Mad Professor oraz Hit The Road (2003).
- The Beautiful Girls
  - Na płycie Blackbird z 2003 roku ukazał się utwór będący połączeniem dwóch coverów: The Guns of Brixton zespołu The Clash (w pierwszej części) oraz Dub be Good to Me zespołu Beats International (w drugiej części).
- The Libertines
  - Zespół wykonywał The Guns of Brixton wielokrotnie. Wokalista zespołu Pete Doherty w 2002 roku w kawiarni w Paryżu wykonał akustyczny utwór będący połączeniem Shooting Stars grupy Lefthand oraz Guns of Brixton[3].
  - Fragment Guns of Brixton został wykonany jako spontaniczna reakcja na interwencję policji w trakcie nieformalnego koncertu w 2003 roku[4].
- Unwritten Law
- Vrede
  - Długa wersja Guns of Brixton (6:04) z albumu Buenos Aires City Rockers VOL 1 – Tributo a The Clash

### Wykorzystanie linii melodycznej
- 2K (zespół znany także jako 2K (czyli Dwukołnierz & Przyjaciele))
  - Muzyka z Guns of Brixton została wykorzystana jako podkład utworu Policja analna (dostępny w serwisie mp3.wp.pl). Utwór opowiada o fikcyjnej organizacji policyjnej kontrolującej procesy wydalania.
- Alians
  - Muzyka z The Guns of Brixton została wykorzystana w jednej z wersji utworu Bomby domowej roboty oraz w utworach Duby domowej roboty i Paryż 69.
- Beats International
  - Utwór Dub Be Good to Me
- Cypress Hill
  - Utwór What’s your Number?
- Fantyna
  - Linia melodyczna utworu Garaż (upublicznionego na portalu legalez.nuta.pl w 2006 roku) jest oparta na The Guns of Brixton The Clash oraz na coverach tego utworu wykonywanych przez Alians
- Krwawe Drwale
  - Utwór Krwawe Lale
- Nick Mannaseh
  - Utwór Dubs of Brixton
- Soilent Grün
  - Utwór Spitz wie Lumpi
- The Anacondas
  - Utwór instrumentalny na składance Charlie Does Surf zawierającej covery w stylu surfrockowym
- Zion & The Grouch
  - Utwór Trigger
- Manu Chao
  - Wykorzystanie linii basowej w utworze Por el suelo